# 长剑豚属
长剑豚属（学名：Ensidelphis）是恒河豚总科下的一个属。吻部极度伸长。

## 下属物种
本属包括以下物种：
- 里氏长剑豚 Ensidelphis riveroi Bianucci et al., 2020，分布于南太平洋东部（秘鲁皮斯科盆地）